# Alstom Citadis Spirit
El Alstom Citadis Spirit es un tren ligero articulado de piso bajo desarrollado por Alstom para el O-Train de Ottawa. Se comercializa como parte de su familia Citadis, que incluye otros modelos de vehículos de tren ligero, y está basado en el Citadis Dualis.
El Citadis Spirit está diseñado para funcionar tanto en el centro de la ciudad como en las zonas suburbanas. Su diseño de piso bajo no tiene escalones ni rampas interiores. El vehículo se puede utilizar tanto para circular por la calle, permitiendo abordar desde la calle o la acera, como para viajar a alta velocidad hasta 90 km/h.
El primer pedido del Citadis Spirit provino de la ciudad de Ottawa para su uso en la nueva Línea Confederación inaugurada en septiembre de 2019. El segundo pedido provino de la agencia de tránsito Metrolinx del Gobierno de Ontario. Han realizado un pedido para dar servicio a futuras líneas de tren ligero en el área metropolitana de Toronto.

## Opciones
El Citadis Spirit se construye utilizando cuatro tipos de módulos, no todos los cuales se utilizan en el mismo vehículo:
| Descripción de módulo | Letra de módulo | Número de bogies | Puertas por lado | Pantógrafo |
| --------------------- | --------------- | ---------------- | ---------------- | ---------- |
| Cabina                | C               | 1                | 2                | No         |
| Centro corto          | S               | 1                | 0                | Si         |
| Centro largo          | L               | 2                | 1                | Si         |
| Intermedio            | I               | 1                | 2                | No         |

Los vídeos promocionales ilustran cuatro configuraciones del Citadis Spirit, mientras que el folleto del proveedor ilustra sólo tres. La siguiente tabla combina datos de las dos fuentes:
| Longitud            | Módulos utilizados | Capacidad máxima de pasajeros | Puertas por lado | Notas                                                      |
| ------------------- | ------------------ | ----------------------------- | ---------------- | ---------------------------------------------------------- |
| 30 m (98,4 pies)    | C+S+C              | 190                           | 4                |                                                            |
| 37 m (121,4 pies)   | C+L+C              | 265                           | 5                |                                                            |
| 48,5 m (159,1 pies) | C+I+L+C            | 340                           | 7                | Como se usa en Ottawa pero configurado para 300 pasajeros. |
| 59 m (193,6 pies)   | C+I+L+I+C          | 370                           | 9                |                                                            |

Los vídeos promocionales sugieren que un cliente puede comprar un vehículo más corto y ampliarlo más tarde añadiendo módulos. Sin embargo, como se ilustra en los videos, si se comprara la versión C+S+C, sería necesario reemplazar el módulo de centro corto (S) por el módulo de centro largo (L). El vehículo debe contar con un módulo central, ya sea corto o largo, ya que sólo estos llevan el pantógrafo.
Las opciones de energía además del captador de pantógrafo incluyen:
- Tecnología APS: Alimentación suministrada desde un conductor empotrado en tierra con las mismas prestaciones que con captador eléctrico de pantógrafo.
- Baterías: Baterías de almacenamiento de energía a bordo para viajes sin cables de mediano a largo alcance.
- Supercondensadores: Dispositivos de almacenamiento de energía a bordo para uso en distancias cortas que requieren recarga en la estación.

## Fabricación
La fabricación del Citadis Spirit se lleva a cabo en varios lugares. La fabricación de piezas principales se realiza en Hornell, Nueva York, los bogies se fabrican en Sorel-Tracy, Quebec, y el ensamblaje final se lleva a cabo en Ottawa, Ontario. Desde entonces se ha establecido una segunda planta de montaje final en Brampton, Ontario.

## Pedidos

### Ottawa
Alstom suministró 34 vehículos Citadis Spirit para la Línea Confederación de la ciudad de Ottawa, inaugurada el 14 de septiembre de 2019. Alstom también proporcionará servicios de mantenimiento durante 30 años a Rideau Transit Group (RTG), el consorcio responsable del diseño, construcción, financiación y mantenimiento de la línea.

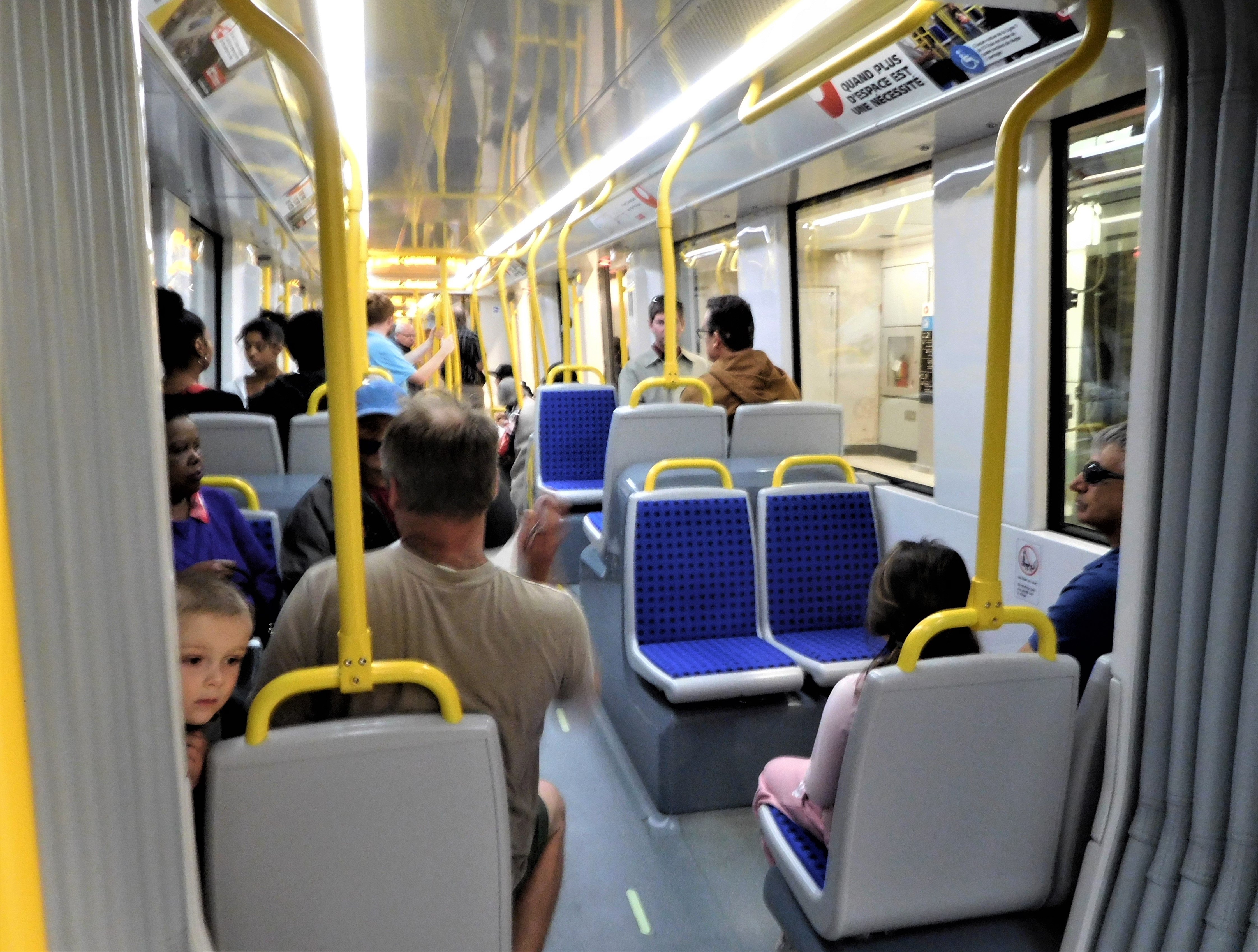
Vista interior de un Alstom en Ottawa

Los trenes se construyeron en Hornell, Nueva York y Sorel-Tracy, Quebec, y el montaje final se realizó en Ottawa. Los vehículos de Ottawa tienen un 27 por ciento de contenido canadiense.
Los vehículos constan de cuatro módulos: dos módulos de cabina con dos puertas cada uno de ellos, un módulo central con 1 puerta a cada lado y un módulo intermedio con 2 puertas a cada lado. La longitud total de los cuatro módulos es de 48,4 metros. El vehículo está configurado para 300 pasajeros.
En junio de 2017, se anunció que se había adjudicado a Alstom el contrato para proporcionar vehículos para la Fase 2 de la Línea Confederación. El pedido se realizó por 38 vehículos Citadis Spirit adicionales, lo que eleva la cantidad total de vehículos Spirit en la Línea Confederación a 72.

#### Problemas
A principios de octubre de 2019, las puertas automatizadas de los vehículos utilizados por la Línea Confederación de Ottawa experimentaron fallas si los pasajeros las abrían o las retenían; esto resultó en numerosas interrupciones del servicio, algunas de las cuales duraron hasta 90 minutos debido a la falta de procedimientos adecuados para aislar y desactivar las puertas defectuosas mientras el tren estaba en servicio. Los vehículos también comenzaron a encontrar problemas de integración con el sistema de control de trenes SelTrac de Thales, lo que provocó que la computadora de a bordo de algunos trenes en servicio tuviera que reiniciarse, lo que provocó retrasos de hasta 20 a 30 minutos.
La confiabilidad mejoró gradualmente en noviembre y diciembre de 2019. Sin embargo, el 31 de diciembre de 2019, problemas eléctricos causados por contactos eléctricos mal limpiados en el techo de los trenes causaron interrupciones a los pasajeros. Luego, a lo largo de enero de 2020, el servicio siguió sufriendo debido a una combinación de fallas en el tren y en los cambios de vía. Se ha informado que los sistemas de calefacción interior de los trenes son insuficientes en las temperaturas invernales bajo cero de Ottawa, lo que obligó a OC Transpo a considerar agregar calentadores a los vehículos. Un defecto de fabricación en los inductores utilizados por los vehículos provocó numerosos fallos eléctricos en condiciones climáticas adversas. El 30 de enero de 2020, la Línea Confederación alcanzó un mínimo operativo histórico cuando le faltaron cinco trenes debido a "problemas mecánicos y eléctricos recurrentes". Sólo circulaban entre ocho y nueve trenes durante el día. Se espera que la Línea Confederación coloque 13 trenes en funcionamiento durante las horas pico.
El 2 de julio de 2020 se encontraron grietas en dos ruedas de un vehículo durante actividades de mantenimiento de rutina. Una inspección posterior de todos los vehículos encontró dos ruedas más con grietas, para un total de cuatro en tres vehículos diferentes. Como resultado, actualmente la mitad de la flota se mantiene fuera de servicio todos los días para que se puedan inspeccionar todas las ruedas de cada vehículo antes de que el vehículo pueda volver a ponerse en servicio. El 10 de julio de 2020, la Junta de Seguridad del Transporte de Canadá (TSB) inició una investigación independiente sobre el asunto. El 16 de septiembre de 2020, la ciudad anunció que Alstom había determinado que la causa principal del problema era un tornillo mal alineado que causaba tensión en la rueda, lo que provocó grietas. Alstom dijo que reemplazaría todas las ruedas de su flota a principios de 2021. La investigación independiente de la TSB continuó en ese momento. Al 3 de agosto de 2021, se habían reemplazado las ruedas de 32 vehículos.
El 8 de agosto de 2021, un tren fuera de servicio descarriló parcialmente cuando una sola rueda se salió de las vías después de cruzar un desvío. Todos los vehículos fueron retirados del servicio al día siguiente en espera de una investigación de la causa raíz. La TSB, nuevamente, envió investigadores para evaluar el incidente; Sin embargo, no inició una investigación formal. Los hallazgos iniciales de RTG sugirieron que una falla dentro del conjunto eje-cojinete fue potencialmente la causa del descarrilamiento.
El 23 de julio de 2022, todos los trenes que habían recorrido más de 175.000 kilómetros (109.000 millas) fueron retirados de servicio para inspecciones adicionales después de que una inspección encontró una falla en uno de los conjuntos de cubo de rueda. Un grupo de defensa del tránsito, Ottawa Transit Riders, dijo que tener otro problema importante menos de tres años después del lanzamiento del sistema "plantea algunas preocupaciones".
El 17 de julio de 2023, se suspendió todo el servicio de trenes debido a otro problema en los rodamientos que se descubrió durante una inspección de rutina.

### Metrolinx
Metrolinx, una agencia de tránsito provincial dentro de la provincia de Ontario, ha realizado un pedido de 61 vehículos Citadis Spirit para dar servicio a futuras líneas de tren ligero en el área metropolitana de Toronto. Metrolinx tiene la intención de asignar 17 vehículos del pedido para dar servicio al planificado LRT Finch West en Toronto, mientras que los 44 vehículos restantes se destinarán al planificado LRT Hurontario en la región de Peel. Ambas líneas están en construcción. Para cumplir con el pedido de Metrolinx, Alstom ha establecido una planta en Brampton, Ontario, que creará entre 100 y 120 puestos de trabajo directos a tiempo completo. En septiembre de 2020, la planta de Brampton estaba ensamblando su primer Citadis, que se entregó a las instalaciones de almacenamiento y mantenimiento del LRT de Finch West a finales de julio de 2021.
El sitio web de Metrolinx describió la capacidad de pasajeros del vehículo de 48,4 metros ordenado como 120 sentados y 216 de pie. El vehículo tendrá espacio para sillas de ruedas, cochecitos y (fuera de las horas punta) bicicletas. (El folleto del proveedor ofrece una capacidad máxima de 340 pasajeros para esa longitud de vehículo) Metrolinx espera operar los vehículos a aproximadamente 60 kilómetros por hora (37 mph), aunque Alstom indica que la velocidad máxima del Citadis es de 90 kilómetros por hora. (56 mph).
Metrolinx realizó el pedido de Citadis Spirit principalmente porque le preocupaba que Bombardier no pudiera entregar un pedido de vehículos Flexity Freedom a tiempo para abrir la Línea 5 Eglinton, una línea de tren ligero en construcción en Toronto. Si Bombardier no cumpliera, Metrolinx sería responsable de fuertes multas de 500.000 dólares por día pagaderas al consorcio que construye esa línea. Por lo tanto, el pedido Citadis Spirit actuó como seguro en caso de que Bombardier no completara el pedido Flexity Freedom a tiempo. Si Bombardier llega tarde, entonces los 44 vehículos del LRT Hurontario podrían dar servicio completo a la Línea 5 Eglinton.

### Quebec
En abril de 2022, la ciudad de Quebec inició un proceso de selección de un proveedor de vehículos de tren ligero. En febrero de 2023, Alstom Transport Cánada Inc. fue elegida adjudicataria. Además de suministrar los vehículos, también los mantendrá durante 30 años. Antes de que Alstom ganara el contrato, el proyecto del tranvía requería que los vehículos tuvieran 43 metros de largo y una cierta apariencia exterior distintiva, sugiriendo personalización.
El contrato prevé la construcción de 34 LRV Citadis Spirit, con la opción de 5 más para hacer frente a cualquier aumento en el número de pasajeros. El contrato tiene un valor de 1.340 millones de dólares, de los cuales 569 millones de dólares son para la construcción de los vehículos y 768 millones de dólares son para 30 años de mantenimiento. Los vehículos serán diseñados en Saint-Bruno-de-Montarville y ensamblados en la fábrica de Alstom en La Pocatière. El contrato exige que los vehículos tengan un 25 por ciento de contenido local; sin embargo, muchas piezas se fabricarán en México. Alstom proporcionará formación operativa al personal del RTC.